# Taman (plaats in Sidoarjo)
Taman is een bestuurslaag in het regentschap Sidoarjo van de provincie Oost-Java, Indonesië. Taman telt 7505 inwoners (volkstelling 2010).